# K.K. Partizan 1988-1989
Questa pagina raccoglie le informazioni riguardanti il Košarkaški klub Partizan nelle competizioni ufficiali della stagione 1988-1989.

## Roster
| N° | Naz.                  | Ruolo | Sportivo            |  | Alt. |  |
| -- | --------------------- | ----- | ------------------- |  | ---- |  |
| 4  | Jugoslavia (bandiera) | P     | Aleksandar Đorđević |  | 188  |  |
| 5  | Jugoslavia (bandiera) | G     | Predrag Danilović   |  | 201  |  |
| 6  | Jugoslavia (bandiera) | P     | Željko Obradović    |  | 180  |  |
| 7  | Jugoslavia (bandiera) | P     | Dejan Parežanin     |  | 192  |  |
| 8  | Jugoslavia (bandiera) | C     | Jadran Vujačić      |  |      |  |
| 9  | Jugoslavia (bandiera) | C     | Miladin Mutavdžić   |  |      |  |
| 10 | Jugoslavia (bandiera) | C     | Milenko Savović     |  | 210  |  |
| 11 | Jugoslavia (bandiera) | C     | Miroslav Pecarski   |  | 211  |  |
| 12 | Jugoslavia (bandiera) | C     | Vlade Divac         |  | 216  |  |
| 13 | Jugoslavia (bandiera) | A     | Oliver Popović      |  | 200  |  |
| 14 | Jugoslavia (bandiera) | AP    | Žarko Paspalj       |  | 208  |  |
| 15 | Jugoslavia (bandiera) | AP    | Ivo Nakić           |  | 200  |  |
|    | Jugoslavia (bandiera) |       | Vladimir Bosanac    |  |      |  |
|    | Jugoslavia (bandiera) |       | Vujadin Jović       |  |      |  |
|    | Jugoslavia (bandiera) |       | Predrag Prlinčević  |  |      |  |
|    | Jugoslavia (bandiera) | All.  | Duško Vujošević     |  |      |  |